# Alfonso Leng
Alfonso Leng   (Santiago de Xile, 11 de febrer de 1894 - Santiago de Xile, 11 de novembre de 1974) va ser un compositor i odontòleg xilè. Va ser degà de la Facultat d'Odontologia de la Universitat de Xile i va obtenir el Premi Nacional d'Art, menció Música, el 1954.

## Formació
Alfonso Leng va tenir una formació musical autodidacta. Va pertànyer a nombroses institucions culturals que van marcar fites en la història de la música de concert xilena del segle xx, com van ser el grup literari "Los diez" (1910), l'Acadèmia Ortiz de Zárate, la Societat Bach (1917-1932) i l'Associació Nacional de Compositors de Xile (1936). Paral·lelament al seu desenvolupament musical tindrà una important carrera com Odontòleg, i és per això que en el moment de la creació de la primera Facultat d'Odontologia de la Universitat de Xile és elegit degà per diversos períodes successius.

## Estil
Alfonso Leng transmet a les seves composicions la influència wagneriana; el romanticisme alemany es fa present amb força a les seves obres simfòniques, mostrant una construcció sonora de gruixudes textures amb alts nivells expressius i dramàtics, com es pot observar en el seu poema simfònic La Muerte de Alsino (1922). Ocupen un lloc destacadíssim, també, les seves Doloras (1914), quatre obres per a piano imbuïdes del mateix esperit assenyalat, però amb un grau més alt d'elaboració tècnica. En el marc de l'harmonia, se l'ha comparat amb Skriabin, autor que hauria estat completament desconegut per als xilens, i per tant, per a Leng, els primers anys del segle xx.

## Obres musicals
El catàleg de Leng comprèn obres per a orquestra, càmera, corals, solistes.
- Entre 1905-1906, compon els seus Preludios núm. 1 i 2.
- El seu "Andante per a Cuerdass" és una versió que realitza el propi Leng com una "simplificació" del primer dels dos Preludios para Orquestra Simfònica, deixant així una versió només per a cordes, la qual cosa l'emmarca com una de les composicions més "clàssiques" de tota la música xilena i una de les poques que va romandre en el repertori orquestral freqüent.[4]
- Entre 1913-1914, Leng compon Cinco Doloras para piano, amb acotacions líriques del poeta xilè Pedro Prado.
- El 1919 compon els seus primers Preludios para Piano, que en conjunt amb les seves "Doloras" són reflex, en paraules del pianista Alexandros Jusakos, d'una posició estètica amb una elaboració més exigent que evoluciona a partir d'una "afinitat espiritual" amb els romàntics alemanys.[5]
- Entre 1920 - 1921, Leng compon el poema simfònic anomenat La Muerte de Alsino. Considerat pel musicòleg espanyol Vicente Salas Viú, un punt significatiu en l'evolució de la música contemporània xilena. L'estrena de La Muerte de Alsino va ser realitzada per l'Orquestra Simfònica de Xile, que va dirigir Armando Carvajal el maig de 1922. La Muerte de Alsino es basa en la prosa poemàtica de Pedro Prado, titulada Alsino.

## Discografia
Les obres d'Alfonso Leng han estat recopilades a:
- "Andante para Cuerdas" al CD "Orquestra de Cambra: Fernando Roses" (Alerce, 1993), interpretat per l'Orquestra de Cambra de Xile, sota la conducció de Fernando Rosas Pfingsthorn.
- "La Muerte de Alsino al CD Música Al Sud del Món (SVR Producciones, 1998), interpretat per l'Orquestra Simfònica Nacional Juvenil, sota la conducció de Guillermo Rifo.
- "Cinco Doloras (núm. 1 - 4)" al CD "Alexandros Jusakos: Xile i Iberoamèrica a Piano" (Independent (FONDART), 2000), interpretat per Alexandros Jusakos per a piano sol.
- "Cinco Doloras" al CD Bicentenari del Piano Xilè, Vol. I (SVR Producciones, 2004), interpretat pel pianista letó Armands Abols i els textos pel poeta xilè Juan Antonio Massone.

Part dels seus temes també conformen la banda sonora de la pel·lícula de Raúl Ruiz Pino, Días de campo (2004).